# Килим (деревня)
Килим — деревня в Тулунском районе Иркутской области России. Входит в состав Будаговского муниципального образования.

## География
Находится примерно в 36 км к северо-западу от районного центра — города Тулун.

## Топонимика
Название Килим, вероятно, происходит от якутского киллэм — открытый, чистый (о местности) или от киргизского слова "килем",что означает "ковёр". .

## Население
| 2002 | 2010 | 2011 | 2012 |
| ---- | ---- | ---- | ---- |
| 123  | ↘106 | →106 | ↘99  |

По данным Всероссийской переписи, в 2010 году в деревне проживало 106 человек (55 мужчин и 51 женщина).